# Canthylidia aberrans
Canthylidia aberrans là một loài bướm đêm trong họ Noctuidae.